# Sissonne
Sissonne je naselje in občina v severnem francoskem departmaju Aisne regije Pikardije. Leta 2011 je naselje imelo 2.069 prebivalcev.

## Geografija
Kraj se nahaja v pokrajini Laonnois 21 km vzhodno od Laona.

## Administracija
Sissonne je sedež istoimenskega kantona, v katerega so poleg njegove vključene še občine Boncourt, Bucy-lès-Pierrepont, Chivres-en-Laonnois, Coucy-lès-Eppes, Courtrizy-et-Fussigny, Ébouleau, Gizy, Goudelancourt-lès-Pierrepont, Lappion, Liesse-Notre-Dame, Mâchecourt, Marchais, Mauregny-en-Haye, Missy-lès-Pierrepont, Montaigu, Nizy-le-Comte, Saint-Erme-Outre-et-Ramecourt, Sainte-Preuve in La Selve  z 10.596 prebivalci.
Kanton je sestavni del okrožja Laon.

## Zgodovina
Ime kraja, latinsko Sessonnia, se omenja v 11. in 12. stoletju, ko so njegovo ozemlje naseljevala germanska ljudstva.